# Fältsork
Fältsorken (Microtus arvalis) är en art i underfamiljen sorkar. Den är mycket lik åkersorken.

## Utseende
Pälsen är ovan mörkt gråbrun, ljusnande på sidorna och rent grå på undersidan och fötterna. Kroppens längd är omkring 100 till 120 millimeter, ej inräknat svansen på 30 till 45 millimeters längd. Vikten är upp till 45 gram.
Arten har 14 till 19 mm långa bakfötter och 14 till 15 mm stora öronen. Svansen är på ovansidan täckt av mörkbrun päls och på undersidan av vit päls. Det finns en otydlig tofs vid svansspetsen.
Jämförd med åkersorken är fältsorkens päls kortare och mjukare.

## Vanor
Fältsorken uppträder främst under kväll till natt. Den gräver gångar på eller nära markytan (under vintern mellan snötäcket och markytan). Boet byggs av gräs och strå, speciellt under vintern under jorden, och kan innehålla födomagasin med upp till 3 kg mat. Fältsorken lever framför allt av gröna växtdelar som gräs, klövrar och liknande, rötter, potatis, frön och frukt
Underjordiska bon består av ett centralt rum som ligger 20 till 30 cm under markytan och som har en diameter av 10 till 20 cm. Dessutom ingår fyra till sex tunnlar med utgångar samt flera mindre kamrar för förråd och som latrin. Utöver huvudboet kan det finnas flera tillfälliga bon.
Fältsorken är under vintern främst dagaktiv och den kan vara aktiv under andra tider på dagen beroende av årstid och antalet individer i ett område. I fångenskap växlade arten mellan aktivitet och vila som varade i 1,7 till 2,8 timmar. Fältsorken håller ingen vinterdvala. Mellan boets ingångar och i andra delar av reviret skapas stigar genom att trampa ned växtligheten. Arten lämnar dessa stigar sällan. Den har simförmåga men har problem att klättra.
Till skillnad mot åkersorken undviker den fuktigare biotoper och föredrar torr ängsmark, speciellt lågväxt sådan. Den bebor gärna även betad mark. Fältsorken gräver gärna gångar.
Infångade exemplar har ett kort och pipande läte. Däremot förekommer hos åkersorken ett långsträckt läte med flera stavelser.

## Fortplantning
Arten blir mycket tidigt könsmogen, honorna till och med ibland medan de fortfarande diar.
Efter 16 till 24 dagars dräktighet föder honan 4 till 13 ungar, vanligtvis dock 5 till 6, med en vikt på mellan 1 och 3 gram. Den kan få upp till 5 kullar per år, vanligen 2 till 3. Ungarna öppnar ögonen efter ungefär en vecka. De diar i omkring 2 veckor.
Vid bra tillgång till mat kan fortplantningen fortsätta under den kalla årstiden.

## Revir
I större gångsystem lever en eller flera honor samt deras ungar. De accepterar en hane i boet när de är brunstiga. Annars lever varje vuxen hane ensam. Reviret kring honornas näste är allmänt 200 till 400 m² stort och hanar har vanligen ett 1200 till 1500 m² stort territorium. Vid bra tillgång till föda kan reviret vara betydligt mindre, till exempel 30 m² för honor och 125 m² för hanar. Dräktiga honor och honor med ungar försvarar tunnelsystemet mot främmande artfränder.

## Utbredning
Den lever i mellersta kontinentala Europa med nordgräns i Jylland, sydgräns fram till, men inte inklusive, medelhavsområdet och österut till mellersta Asien. Förutom Jylland saknas den i Skandinavien.

## Andra namn
Fältsorken kallas också sydlig åkersork.